# Грім у тропіках
«Грім у тропіках» (англ. Tropic Thunder) — американський фільм-пародія 2008 року, в якому Бен Стіллер виступив як режисер, сценарист та актор. Це пародія на відомі голівудські фільми про війну: «Апокаліпсис сьогодні», «Сльози сонця», «Ми були солдатами», «Взвод», «Врятувати рядового Раяна», «Хижак» та ін.

## Сюжет
Протягом зйомок фільму про війну у В'єтнамі за книгою ветерана Джона «Оберега» Тейбека (Нік Нолті) «Грім у тропіках» через незлагоджену роботу знімальної групи, що складається зі згасаючої телезірки бойовиків Тага Спідмана (Бен Стіллер), лауреата 5 премій «Оскар» Кірка Лазеруса (Роберт Дауні мол.), зірки репу Альпа Чіно (Брендон Т. Джексон), наркомана-комедіанта Джефа Портноя (Джек Блек) та молодого актора Кевіна Сандаскі (Джей Барушель), відбувається трюковий вибух вартістю 4 мільйони доларів, а камери при цьому не працюють. Дехто починає вважати, що «найдорожчий фільм про війну так і не буде знятий». У цих умовах режисер фільму Демян Ройчленан (Стів Куґан) отримує від виконавчого продюсера Леса Гроссмана (Том Круз) настанову повернути зйомки в нормальне русло.
Виявляється, що акторів десантували в самий центр Золотого трикутника — території наркоторгівців з банди Пекучих драконів. Коли Тейбек та піроман Коді прибувають на місце смерті режисера, їх беруть у полон бандити із Пекучих драконів. У процесі дії відкривається таємниця Тейбека: насправді він ніколи не воював у В'єтнамській війні і руки у нього цілі та неушкоджені. Актори продовжують свій шлях через джунглі. Далі Лазерус та Сандаскі здемасковують Спідмана та переконують інших, що він веде їх неправильною дорогою. Четверо мають намір спробувати вибратися з джунглів, у той час як Спідман хоче рухатися за сценарієм та самостійною продовжити зйомки.
Інші актори, пробираючись через джунглі, наштовхуються на фабрику героїну Пекучих Драконів. Тут вони бачать як над нещасним Спідманом знущаються бандити і вирішують звільнити його. Лазерус прикидається фермером, який знайшов у себе на фермі Джефа і відволікає солдат, поки Чіно та Сандаскі скрадаються на територію героїнової фабрики, де перебувають полонені. Після того як бандити переконуються в нереальності вигаданої Лазерусом історії, актори відкривають вогонь по банді, тимчасово обезвладнюючи їх.
За матеріалами, які відзняли приховані камери, монтується фільм. Цей фільм отримує 8 оскарів.

## Виробництво

### Сценарій
Ідея зняти фільм у Бена Стіллера з'явилась на зйомках фільму «Імперія Сонця» 1987 року, в якому він грав невелику роль. Стіллер хотів зняти фільм про самозакоханих акторів, що потрапили на реальну війну. Зняти пародію на інші фільми про в'єтнамську війну, такою популярною в ті роки, здавалось Стіллеру хорошою ідеєю.

### Зйомки
За зйомки фільму взялась кіностудія DreamWorks у 2006. Підготовка зайняла шість місяців, більша частина цього часу пішла на пошуки відповідних місць для зйомок. Хоча спочатку фільм хотіли знімати у Південній Каліфорнії, було вирішено про перенесення місця зйомок на Гавайський острів Кауаї, на якому у Стіллера є будинок. Частина зйомок проходила також у Голівуді на студії Universal. Острів вперше був досліджений самим Стіллером у 2004. Після залагодження всіх формальностей із місцевою владою, процес зйомок фільму стартував.

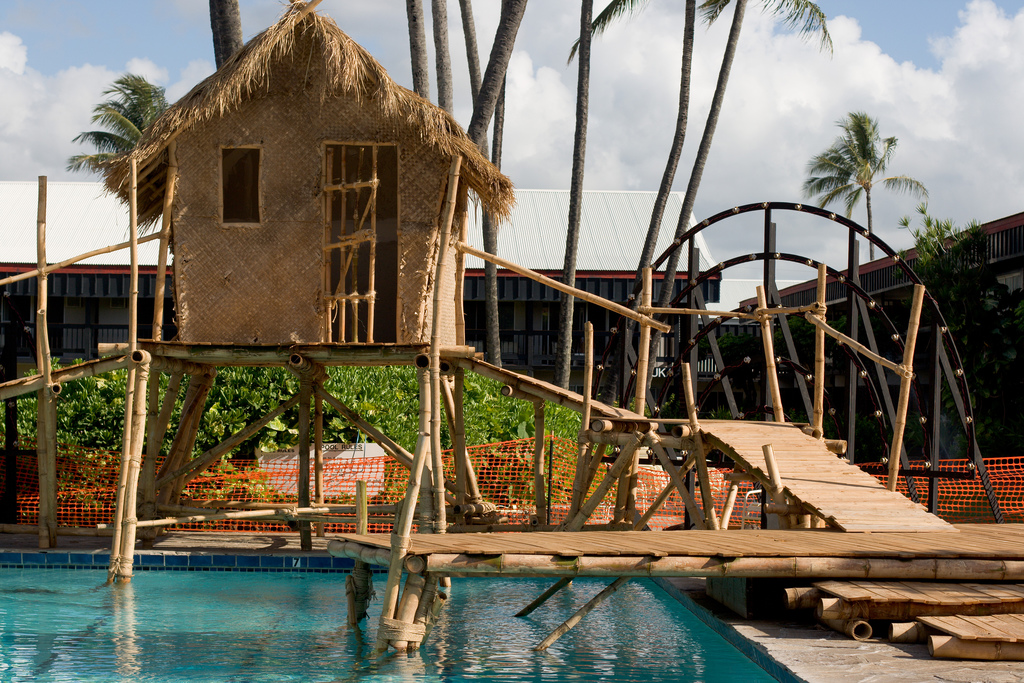
Знімальна студія на Кауаї в липні 2007

 Перша знімальна студія із працюючою командою з'явилась на острові в грудні 2006. Зйомки стартували в липні 2007 і проходили протягом 13 тижнів на 7 різних місцях острова. Після завершення зйомок було оголошено, що «Грім у тропіках» став наймасштабнішим проектом, знятим на острові. Тільки у масових сценах було задіяно більше ніж 500 людей, що зображали жителів в'єтнамських селищ.
Для того, щоби військові сцени фільму виглядали реально, їхню зйомку коректував представник від компанії Warriors Inc.. Він інструктував акторів з питань, пов'язаних з носінням, стрільбою і перезарядженням зброї. Вибух на початку фільму вимагав встановлення 137-метрового ряду бочок, наповнених бензином і дизельним паливом (всього 4165 літрів). Час вибуху склав 1,25 секунди, він був здійснений всього один раз і знятий з восьми різних ракурсів.

## У ролях
- Бен Стіллер в ролі високооплачуваного, але славного у минулому актора Тага Спідмана, який став знаменитим після виконання ролі супергероя в серії фільмів «Вогнепал», але має намір зніматися в серйозних драматичних фільмах. Перший такий фільм з його участю у головній ролі — «Дебіл Джек» — провалився в прокаті, а критики назвали його одним із найгірших фільмів усіх часів. Фільму «Грім у тропіках» передує кілька фальшивих кінотрейлерів, серед яких «Вогнепал» — пародія на бойовики 90-х зі Шварценегером, Сталлоне та іншими суперзірками.
- Роберт Дауні мол. у ролі австралійського актора, лауреата премії «Оскар» Кірка Лазеруса. Він відомий повним зануренням в образ героя, і недавно переніс неоднозначну пластичну операцію зі змінення шкіряної пігментації заради ролі сержанта-афроамериканця Лінкольна Осіріса у фільмі «Грім у тропіках». Фільму передує фальшивий трейлер до фільму «Алея сатани» — пародія на фільм «Горбата гора».
- Джек Блек в ролі Джефа Портноя, комедійного актора-наркомана, здатного зобразити на екрані тільки приступи метеоризму, для якого участь в зйомках фільму — останній шанс врятувати свою кар'єру, оскільки через проблеми з наркотиками ніхто не хоче з ним зв'язуватися. Фільму передує трейлер до останнього фільму Портноя «Товстуни: другий пук» в якому всі головні ролі грає Портной — пародія на фільм «Божевільний професор: Складки».
- Джей Барушель у ролі Кевіна Сандаскі, молодого актора-початківця, який, на відміну від решти, прочитав сценарій і книгу, за якою знімають фільм. У нього ніколи не було дівчини, але після зйомок фільму він, мабуть, "підчепив" саму Дженніфер Лав Г'юїтт.
- Брендон Тімоті Джексон у ролі репера Альпа Чіно. Виконуючи свої пісні для «гарячих кицьочок», він насправді мріє про Ленса (Ленс Басс — колишній учасник групи ’N Sync). До речі, він не приховує своєї гомосексуальної орієнтації), якого і обіймає в фінальній сцені вручення «Оскара». Фільму передує фальшива реклама продуктів, що рекламує Альпа Чіно.
- Нік Нолті у ролі сержанта Джона Оберега Тейбека — учасника війни у В'єтнамі, автора автобіографічного роману, за мотивами якого знімається фільм. Брутальний військовий у відставці, що внаслідок боїв залишився без рук, насправді виявляється всього лиш шахраєм. Зрештою з'ясовується, що він ніколи не був на війні, а служив у береговій охороні і всі свої пригоди вигадав.
- Стів Куґан у ролі британського режисера Демяна Ройчленана, що трагічно загинув на зйомках (підірвався на міні під час зйомок фільму). Демян не може впоратись з акторами і змусити їх працювати, через це фільм відстає від графіку, а гроші витрачаються на вітер. На антикризовій нараді Ройчленан в зв'язку з цим отримує «в морду від усієї душі» від Леса Гросмана — спонсора, що змушує його піти на виняткові заходи: відправити акторів у джунглі на територію наркомафії і «залишити їх напризволяще», щоб зняти фільм про війну в форматі реаліті-шоу.
- Том Круз у ролі запального і бездушного мільярдера.
- Меттью МакКонахі у ролі агента актора Тага Спідмана — єдиного його друга, що «обміняв» його на реактивний «Гольфстрім 5», а потім прилетів до нього на допомогу у В'єтнам на цьому ж літаку.
- Шон Пенн - камео.
- Тобі Магвайр - камео.

## Нагороди та номінації
- 2009 — номінація на премію «Оскар» за найкращу чоловічу роль другого плану (Роберт Дауні мол.)
- 2009 — номінація на премію BAFTA за найкращу чоловічу роль другого плану (Роберт Дауні мол.)
- 2009 — дві номінації на премію «Золотий глобус» за найкращу чоловічу роль другого плану (Роберт Дауні мол. і Том Круз)
- 2009 — номінація на премію Гільдії кіноакторів США за найкращу чоловічу роль другого плану (Роберт Дауні мол.)

## Відгуки кінокритиків
Фільм високо оцінений критиками - 83% позитивних рецензій на сайті Rotten Tomatoes.

## Музика
Музика та саундтрек фільму Грім у тропіках було випущено 5 серпня 2008 року, за тиждень до початку кінотеатрального прокату фільму в США.
| Track listing | Track listing                                              | Track listing                                                                | Track listing                | Track listing |
| #             | Назва                                                      | Автор                                                                        | Artist                       | Тривалість    |
| ------------- | ---------------------------------------------------------- | ---------------------------------------------------------------------------- | ---------------------------- | ------------- |
| 1.            | «Name of the Game» (The Crystal Method's Big Ass T.T. Mix) | Ken Jordan, Scott Kirkland, Tom Morello                                      | The Crystal Method           | 5:11          |
| 2.            | «Ball of Confusion»                                        | Barrett Strong, Norman J. Whitfield                                          | The Temptations              | 4:08          |
| 3.            | «Run Through the Jungle»                                   | John Fogerty                                                                 | Creedence Clearwater Revival | 3:05          |
| 4.            | «Sadeness»                                                 | M.C.Curly, David Fairstein, Frank Peterson                                   | Enigma                       | 4:13          |
| 5.            | «U Can't Touch This»                                       | Rick James, MC Hammer, Alonzo Miller                                         | MC Hammer                    | 4:14          |
| 6.            | «Ready Set Go»                                             | Nick Grant                                                                   | Ben Gidsjoy                  | 5:00          |
| 7.            | «I Just Want to Celebrate»                                 | Dino Fekaris, Nickolas Zesses                                                | The Mooney Suzuki            | 3:51          |
| 8.            | «I'd Love to Change the World»                             | Alvin Lee                                                                    | Ten Years After              | 3:43          |
| 9.            | «The Pusher»                                               | Hoyt Axton                                                                   | Steppenwolf                  | 5:48          |
| 10.           | «Movin' on Up»                                             | Jeff Barry, Ja'net Dubois                                                    | Ja'net DuBois                | 1:08          |
| 11.           | «Frankenstein»                                             | Edgar Winter                                                                 | The Edgar Winter Group       | 4:45          |
| 12.           | «Sometimes When We Touch»                                  | Dan Hill, Barry Man                                                          | Dan Hill                     | 4:08          |
| 13.           | «War»                                                      | Strong, Whitfield                                                            | Едвін Старр                  | 4:08          |
| 14.           | «I Love Tha Pussy»                                         | Cisco Adler, Darryl Farmer, Micah Givens, Ronald Jackson, Brandon T. Jackson | Brandon T. Jackson           | 3:23          |
| 15.           | «Get Back»                                                 | Ludacris                                                                     | Ludacris                     | 4:34          |

## Реліз

### Прем'єрний показ
Прем'єра фільму відбулась 11 серпня 2008 у Mann Village Theatre у передмісті Лос-Анджелеса штат Каліфорнія за два дні до офіційного показу фільму в кінотеатрах. Більше ніж 200 представників громадськості пікетували прем'єру фільму, вважаючи його таким, що ображає почуття розумово відсталих людей. За словами людей це був перший випадок їхнього спільного виступу. У результаті протесту прем'єрний показ фільму, який зазвичай проходить відкритим для громадкості та ЗМІ, відбувся в закритому режимі зі збільшеною кількістю представників служб безпеки. На прем'єрі фільму в Англії у вересні 2008 ніяких протестів не було.
Прем'єрний показ був спочатку запланований на 11 липня 2008, але пізніше він був перенесений на 15 серпня. Через це перенесення компанії 20th Century Fox довелось також змістити прем'єру комедії «Знайомтесь: Дейв» і анімаційного фільму «Зоряні війни: Війна клонів». У студії підрахували, що третій тиждень серпня — привабливіший період часу, ніж початок літа, тому що учні повертаються до школи. Rob Moore, віце-голова кінокомпанії Paramount Pictures, сказав: «Молодим людям у кінці літа хочеться розслабитися і забути про те, що їм скоро йти до школи. Перегляд такої божевільної комедії — найкращий для цього варіант».

## Український дубляж
- Переклад: Федір Сидорук
- Режисер дубляжу: Іван Марченко
- Асистент режисера: Анна Пащенко
- Звукорежисер: Олег Кульчицький
- Координатор: Аліна Гаєвська
- Ролі дублювали: Дмитро Завадський, Михайло Жонін, Юрій Ребрик, Павло Скороходько, Іван Розін, Андрій Самінін, Олександр Ігнатуша, Андрій Твердак, В'ячеслав Чорненький, Дмитро Чернов та інші